# Mandy Sellars
Mandy Sellars (født 20. februar 1975 i Lancashire, Storbritannien) er en kvinde med en sjælden genetisk mutation, der har resulteret i ekstraordinær vækst i begge hendes ben.
I 2010 måtte hun få det ene ben amputeret, men hun lever stadig et ganske almindeligt liv.